# Ocotepeque (Ocotepeque)
Ocotepeque é um município de Honduras, localizado no departamento de Ocotepeque.
É a capital do departamento homônimo que faz fronteira com dois países, Guatemala e El Salvador. O departamento abrange 1630 quilômetros quadrados, ele é principalmente montanhoso e tem uma população de 111.474 (2006). Suas principais atividades econômicas são agrícolas, incluindo café, milho, repolho, cana-de-açúcar e cebola. Devido à sua localização favorável, a poucos quilômetros da fronteira com El Salvador, bem como da fronteira com a Guatemala, Ocotepeque tem o benefício econômico de ser um centro de negócios de três países. Também atrai moradores de cidades vizinhas menores, que vêm a Ocotepeque para comprar coisas ou estudar.